# Хащі
«Хащі» — український документальний проєкт, учасники якого мандрують найбільш глухими та безлюдними селами України. За словами ведучого «Хащів» Володимира Кохана, цей проєкт про «Україну без косметики».

## Історія
Проєкт заснувала команда друзів з села Карижин на Хмельниччині: Володимир та Олександр Кохани, Максим Воскрекасенко, Василь Бурбас, Михайло Осацький, Михайло Бабчук, Андрій Балан і Тарас Морозовський, — які протягом останніх 10 років досліджують покинуті села та маловідомі місця. Для експедицій вони обирають села, які на грані вимирання або вже вимерлі.
Перші відео на YouTube-каналі почали публікувати у грудні 2018 року, а перший довгий випуск про Сіверщину випустили 2020 року: на Чернігівщині Володимир Кохан, Максим Воскрекасенко та Михайло Осацький подолали пішки 60 км через величезний лісовий масив уздовж білоруського кордону.
У травні 2021 року «Хащі» взяли участь у вінницькому туристичному форумі «Вікенд мандрівників». Цього ж року отримали підтримку від львівського ресторану «Криївка» і магазину Gorgany та взяли участь у проєкті «Великий Кінний Похід» на підтримку відродження поліської популяції коней.
З березня 2022 року у проєкті на постійній основі залишилось чотири учасника: Кохан Володимир та Олександр, Воскрексаенко Максим та доєднаний з цього періоду Лісовський Максим. В кількох зйомках участь приймав Андрій Балан. З весни 2022 року проєкт в великій мірі перекваліфіковується у військову журналістику та велику частину своїх відео знімає на деокупованих чи прифронтових територіях.

## Список фільмів
| Список фільмів                                                                                     | Список фільмів | Список фільмів | Список фільмів  | Список фільмів   | Список фільмів |
| Назва                                                                                              | Місця експедиції | Тривалість     | Дата виходу     | Посилання        |                |
| -------------------------------------------------------------------------------------------------- | --- | -------------- | --------------- | ---------------- | -------------- |
| Зникаючі села Чернігівщини. Блакитні озера, нашестя білих грибів та древній колорит Сіверщини      | Володимир Кохан, Максим Воскрекасенко та Михайло Осацький пішки подолали Чернігівщиною 60 км через великий лісовий масив уздовж білоруського кордону | 40:05          | 3 жовтня 2020   | Відео на YouTube |                |
| Зникаючі Чернівці. Покинуте єврейське місто. Мурафа. Букатинка — місце щасливих людей              | Селище Чернівці, Абрамівська Долина, мертве село Ромашка, річка Мурафа, Букатинка                                                                    | 1:10:57        | 9 грудня 2020   | Відео на YouTube |                |
| Стара хата в українському селі. Зникаюча Вінниччина. Степанки. Палац у Митках                      | Село Степанки Жмеринського району, Вінниччина; палац-школа адмірала Чихачова у селі Митки                                                            | 30:43          | 14 січня 2021   | Відео на YouTube |                |
| Українська Німеччина, що зникла. Лінія Сталіна                                                     | Житомирщина: села та німецькі колонії Гульськ, Новозелене, Поліянівка, Ганнопіль, Сорочень Звягельського р-ну, Заздрівка                             | 1:14:02        | 9 лютого 2021   | Відео на YouTube |                |
| Майдан. Росіяни-старообрядці. Ядерний щит СРСР                                                     | Місце останнього бою ОУН у селі Майдан-Олександрівський на Поділлі                                                                                   | 1:08:19        | 25 березня 2021 | Відео на YouTube |                |
| Зникаюча зона відчуження                                                                           | Чорнобиль, села Луб’янка, Красне | 1:06:35        | 26 квітня 2021  | Відео на YouTube |                |
| Чи зникає Шевченкова Україна? Черкащина. Медвин                                                    | Черкащина: села Будища, Верещаки, Почапинці Звенигородського р-ну, гора Тотоха, Медвин                                                               | 1:08:25        | 13 травня 2021  | Відео на YouTube |                |
| Кінець світу                                                                                       | Рівненщина: села Нобель, Омит, Ниговищі, Сваловичі, озеро Омит                                                                                       | 1:13:33        | 30 червня 2021  | Відео на YouTube |                |
| Втрачений рай Патонів на берегах Дністра                                                           | Поділля: село Хребтіїв, маєток Патонів, Нова Ушиця                                                                                                   | 37:28          | 25 липня 2021   | Відео на YouTube |                |
| Палац-психлікарня для Катерини Другої                                                              | Сумщина та Чернігівщина: місто Кролевець, села Артюхове, Грибаньове, Сажалки, Хрещатик, Обтове, Погорілівка, Вишеньки, ріка Десна                    | 58:31          | 29 серпня 2021  | Відео на YouTube |                |
| Тернопільщина. Забутий замок. Незникаючі села. Повстанці 70-х років. Безконечні печери             | Тернопільщина: села Ягільниця, Росохач, Ягільницький замок, печера Млинки                                                                            | 55:45          | 23 вересня 2021 | Відео на YouTube |                |
| Глухі села Київщини. Чеські села Житомирщини і їхні останні жителі. Кінний похід. Частина 1        | Київщина та Житомирщина: села Термахівка, Сидоровичі, Жміївка, Верхолісся, Рубежівка, колишні чеські села Мар'ятин, Гуто-Мар'ятин                    | 52:57          | 31 жовтня 2021  | Відео на YouTube |                |
| Житомирщина: Базар, радіація та вовки, села без людей, церква-пустка, тунель кохання. КП частина 2 | Полісся: Древлянський заповідник, села Базар, Розсохівське, В'язівка, Липлянщина, колишні села Колосівка, Великі Кліщі, Любарка, Роги, річка Уж      | 55:25          | 4 грудня 2021   | Відео на YouTube |                |
| Дикий Захід: самогон, слід Бога, білі гриби та найбагатший регіон України. Вторгнення Росії. КП ч3 | Полісся: Овруцький кряж, cела Велика Фосня, Шоломки, Словечно, Тхорин, Перга, Юрове Коростенського р-ну, річка Уборть                                | 1:01:02        | 7 січня 2022    | Відео на YouTube |                |
| Зіньків: Єврейське місто на золоті, шлях Якова, старовинна пивоварня, козацька церква              | Поділля: колишнє містечко Зіньків, Зіньківський замок, Свято-Михайлівська церква                                                                     | 1:01:27        | 29 січня 2022   | Відео на YouTube |                |